# Pachyprotasis rapae
Pachyprotasis rapae är en stekelart som först beskrevs av Carl von Linné 1767.  Pachyprotasis rapae ingår i släktet Pachyprotasis, och familjen bladsteklar. Arten är reproducerande i Sverige.